# Apararenone
Apararenone (INN) (tên mã phát triển MT-3995) là một loại thuốc chống dị ứng không steroid được Mitsubishi Tanabe Pharma phát triển để điều trị bệnh thận đái tháo đường và viêm gan nhiễm mỡ không do rượu. Nó cũng đã được phát triển trước đây để điều trị tăng huyết áp, nhưng sự phát triển đã bị ngừng lại vì chỉ định này.  Apararenone hoạt động như một chất đối vận chọn lọc cao của thụ thể khoáng bào (K i <50   nM), thụ thể của aldosterone.    Tính đến năm 2017, đó là trong các thử nghiệm lâm sàng giai đoạn II.